# Renovación Nacional
Renovación Nacional är Chiles näst största konservativa parti. De ställde upp i presidentvalet 2006 med en egen kandidat, Sebastián Piñera.